# بني فراص (نهم)

تعديل مصدري - تعديل

بني فراص هي إحدى قرى عزلة الحنشات بمديرية نهم التابعة لمحافظة صنعاء، بلغ تعداد سكانها 213 نسمة حسب تعداد اليمن لعام 2004.